# ميلوي
ميلوي (بالبرتغالية: Marcos Hermenegildo Joaquim Miloy‏) (مواليد 27 مايو 1981) هو لاعب كرة قدم. يلعب مع منتخب أنغولا لكرة القدم. سبق له أن لعب في كأس العالم لكرة القدم مع منتخب بلاده.

## روابط خارجية
- ميلوي على موقع الاتحاد الدولي (مؤرشف)  (الإنجليزية)
- ميلوي على موقع قاعدة بيانات كرة القدم.إي يو (الإنجليزية)
- ميلوي على موقع ناشيونال فوتبول تيمز (الإنجليزية)
- ميلوي على موقع Soccerway.com (الإنجليزية)